# گمشده در نور تو
"گمشده در نور تو" آهنگی از خواننده انگلیسی دوا لیپا است که در آن میگوئل برای اولین آلبوم استودیویی مشهور دوآ لیپا حضور دارد. این ترانه توسط دوآ لیپا، میگل و ریک نوولز سروده شده است، در حالی که تهیه کنندگی آن را میگل و استفان کوزمنیوک بر عهده داشته اند. این آهنگ برای بارگیری و پخش دیجیتال به عنوان ششمین آهنگ آلبوم در تاریخ ۲۱ آوریل ۲۰۱۷ از طریق وارنر رکوردز منتشر شد. این آهنگ یک آهنگ الکتروپوپی است که شامل عناصر دنس-پاپ ، پاور پاپ ، آراندبی پاپ و رترو است. شعر درباره احساسات در ابتدای رابطه و گم شدن در وسط آن صحبت می کند. این ترانه با انتقادات مختلفی روبرو شد. منتقدان موسیقی از آواز هر دو خواننده تمجید می کردند اما نظرات متفاوتی در مورد ظاهر شدن میگل داشتند. بعضی ها هم از شعر تعریف کردند.

## زمینه و ترکیب
"گمشده در نور تو" توسط لیپا، میگوئل و ریک نوولز نوشته شده است و میگل و استفان کوزمنیوک تهیه کننده هستند.  آنها در نهایت به نوشتن این آهنگ در لس آنجلس، به عنوان یکی از آخرین آهنگ های اولین آلبوم معروف لیپا، پرداختند.  لیپا آن را به عنوان "یکی از شادترین" ترانه های آلبوم توصیف کرد و در عین حال در مورد معنای آن اظهار نظر کرد "این مربوط به احساسی است که در ابتدای رابطه پیدا می کنید و آن احساسات دیوانه کننده است و در وسط همه گم می شوید." این آهنگ در استودیوی پارامونت در لس آنجلس ضبط شده است در حالی که صدای آن در TaP Studio / Strongroom 7 در لندن ضبط شده است. 

## موزیک ویدیو

لیپا و میگل در موزیک ویدیو در بالای پارکینگ در حال حرکت هستند.

نماهنگ "گمشده در نور تو" از طریق کانال یوتیوب لیپا در تاریخ ۲۶ مه ۲۰۱۷ به نمایش درآمد.  این ویدئو به کارگردانی هنری شوفیلد و در لس آنجلس فیلمبرداری شده است.  این فیلم با پیاده روی لیپا در خیابان شروع می شود، جایی که او گوشه ای می شیند و به یک پارکینگ می رود. لیپا سپس در یک خودروی جیپ متوقف می شود٬ جایی که ناگهان شروع به حرکت در هوا می کند. او در ساختمانی فرود می آید که میگل به او می پیوندد. بعداً خواننده ها قبل از اینکه نیمه شب شود و در پارکینگ بنشینند از ساختمان خارج می شوند. گروهی از رقصندگان به آنها می پیوندند و دستانشان را تکان می دهند. لیپا و میگل پس از آنکه لیپا عقب میفتد، دیده می شوند که روی یک طاقچه به سمت یکدیگر می روند. این ویدئو با رقصیدن لیپا و میگوئل در روشنایی روز در داخل پارکینگ، با رقصنده های پشتی، تمام می شود.  